# Итальянский бульвар (Одесса)
Итальянский бульвар — улица в Одессе, от улицы Леонтовича (угол с Французским бульваром), вдоль Куликова поля к Привокзальной площади.

## История

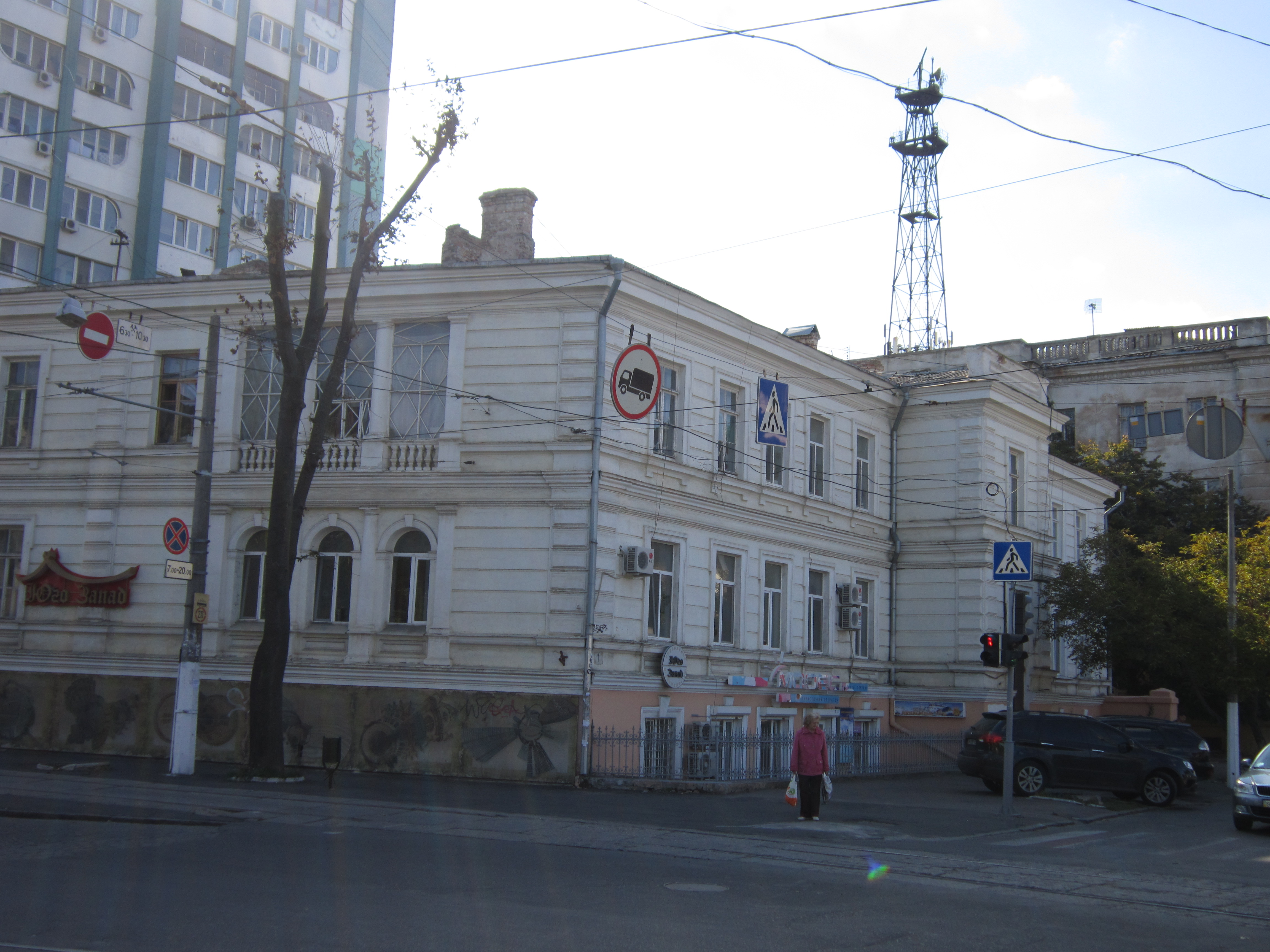
Бывшее юнкерское училище

Первоначально бульвар был частью улицы Старопортофранковской и служил границей города. В отдельную улицу был выделен в 1899 году, получил название Юнкерский бульвар, по находившемуся в начале улицы юнкерскому училищу (современный адрес —
Французский бульвар, 2). Однако это название не утвердили.
Современное название бульвар получил в 1902 году когда из Старопортофранковской улицы под названием Итальянский бульвар была выделена часть улицы от юнкерского училища до Тюремной (теперь Привокзальной) площади.
В советские времена бульвар поменял название, сначала на улицу Спортивная (1938 год), по имевшемуся здесь велотреку, а в 1964 году — на улицу Томаса, в честь одесского руководителя Красной гвардии, Михаила Томаса.
Историческое название улицы было возвращено с обретением Украиной независимости — в 1994 году.